# Aldolreactie
Een aldolreactie of aldolcondensatie is een belangrijke organische reactie tussen een enolaat (2) en een carbonylgroep (3) om een  aldol (5, aldehyde + alcohol) te vormen.
Het enolaat kan worden gevormd door een deprotonering van een carbonylverbinding, een aldehyde ( 1, R3 = H) of keton (1, R3  is geen H). Voor de deprotonering kunnen sterke basen als LDA (M = Li en X = ((CH3)2CH)2N− ) gebruikt worden, maar vaste natriumhydroxide is ook sterk genoeg om de reactie op gang te brengen.
In structuur 2 lijkt vrijwel geen lading op het molecule aanwezig te zijn, maar afhankelijk van het gebruikte metaalion is er minder (M= Lithium), of meer (M = Kalium) lading op het zuurstofatoom aanwezig. De verdeling van elektronen in 2 wordt beschreven met behulp van 3 p-orbitalen die aanleiding geven tot 3 moleculaire orbitalen. De twee laagsten daarvan bevatten samen de 4 π-elektronen. De orbitaal-verdeling over de verschillende atomen leidt tot een concentratie van de elektronen - en dus de lading -op het zuurstofatoom en het β-koolstofatoom, beiden zijn negatief geladen.
Ook in structuur 3 lijkt weinig lading aanwezig, maar het zuurstofatoom is veel elektronegatiever dan het koolstofatoom, zodat het centrale koolstof-atioom in 3 een tamelijke grote positieve lading heeft.
Met de vorming van de binding tussen 2 en 3, elektronen vormen vanuit het β-koolstofatoom van 2 een binding naar het centrale koolstofatoom van 3, verschuift de lading van enolaat 2 naar het zuurstofatoom van 3.
Indien R1 of R2 een waterstofatoom is, kan opnieuw een enolaat gevormd worden. Voordat dit met een tweede keton kan reageren wordt doorgaans de OH-groep afgestoten, waardoor een αβ-enon ontstaat.
In de biosynthese van hogere vetzuren is de aldolcondensatie de basis voor de vorming van lange ketens.